# Русокастро
Русокàстро е село в Югоизточна България, община Камено, област Бургас.

## География
Село Русокастро се намира на около 23 km запад-югозападно от областния център Бургас, около 15 km юг-югозападно от общинския център град Камено и около 13 km северно от град Средец. Разположено е в Бургаската низина, източно край Русокастренска река. Надморската височина в центъра на селото е около 22 m, в източния му край нараства до около 35 – 40 m, а в западния към реката намалява до около 15 – 20 m. Климатът е преходноконтинентален с черноморско климатично влияние, почвите в землището са преобладаващо смолници и наносни.
През Русокастро минава в направление север – юг третокласният републикански път III-539, водещ на юг през село Дюлево към град Средец, а на север – към град Айтос. Общински път на югоизток свързва Русокастро през селата Ливада и Тръстиково със село Константиново и второкласния републикански път II-79 (Елхово – Средец – Бургас).
Землището на село Русокастро граничи със землищата на: село Трояново на север; село Равнец на североизток; село Ливада на югоизток; село Дюлево на юг; село Суходол на югозапад; село Сърнево на запад; село Желязово на запад.
В землището на село Русокастро, в поречието на Русокастренска река, се намират (към 31 май 2020 г.) микроязовирите „Георгиево кладенче“ и „Татарски дол“.

## История
В околността на Русокастро са разкрити селищна могила от късния халколит и ранната бронзова епоха и тракийско светилище; Русокастро е свързано с добиване на желязна руда от траките. През 4 век пр.н.е. съществува антично селище. Северозападно от селото, в местността Русин камък, има останки от късноантична и средновековна крепост. През 9 век средновековната крепост е спомената с името Русокастрон. Запазени са останки от крепостните стени и кулите, южно от крепостта е валът Еркесия. В района на Русокастро са намерени: монета от електрум (сплав от злато и сребро), сечена през 4 век пр.н.е. от Кизик (древногръцка колония на град Милет в Мала Азия); антична теракота и римска статуетка ездач на кон, надпис от 6 век. В селото е открито сребърно съкровище от 12 – 13 век (гривни и огърлици). Според сведения от арабския пътешественик Мохамед ал-Идриси през 11 – 12 век Русокастро е търговски град. В Битката при Русокастро 1332 г. цар Иван Александър нанася поражение на византийските войски. Сведения за селото под имената Ируси кастри (нахия) и Руси Касри (каза) има в османотурски регистри от 1488, 1676 и 1731 г.
След Руско-турската война 1877 – 1878 г., по Берлинския договор 1878 г. селото остава в Източна Румелия; присъединено е към България след Съединението през 1885 г.
В селото е открито училище през 1872 г. (по други данни – през 1865 г.).
В края на XIX век етнографът Димитър Маринов отбелязва жителите на Русокастро и няколко съседни села като рупци, предполагайки въз основа на неясни местни легенди, че те са потомци на бежанци от насилствената ислямизация в Родопите през XVII век.

През 1910 г. е основано читалище „Съзнание" (по други данни читалището е основано през 1903 г.).
През 1945 г. в Русокастро е основано Трудово кооперативно земеделско стопанство (ТКЗС), което през следващите години претърпява изменения в организацията и наименованието, а през 1995 г. под наименованието Земеделска производителна кооперация „Напредък“ след ликвидация е закрито.

## Население
Населението на село Русокастро наброява 1799 души при преброяването към 1934 г. и 2214 към 1965 г., намалява до 1362 към 1992 г. и е 1143 души (по текущата демографска статистика за населението) към 2020 г.

### Етнически състав
Преброяване на населението през 2011 г.
Численост и дял на етническите групи според преброяването на населението през 2011 г.:
|                     | Численост |
| Общо                | 1183      |
| Българи             | 1032      |
| Турци               | 75        |
| Цигани              | 41        |
| Други               | -         |
| Не се самоопределят | -         |
| Неотговорили        | 33        |

## Обществени институции
Село Русокастро към 2022 г. е център на кметство Русокастро.
В село Русокастро към 2022 г. има:
- действащо читалище „Съзнание – 2009 г.“;[14][15]
- действащо общинско основно училище „Иван Вазов“;[16]
- целодневна детска градина „Детелина“;[17]
- православна църква „Рождество на Пресвета Богородица“ (1902 г.);[18][3]
- пощенска станция.[19]

На около километър от Русокастро край пътя северозападно от селото се намира „Социален дом – Русокастро“ („Дом за възрастни с умствена изостаналост“).

## Забележителности
В парка до кметството е изграден мраморен паметник, посветен на четиримата жители на селото, загинали в Отечествената война 1944 – 1945 г. край река Драва, Унгария. В кметството след централния вход от двете страни на стените в преддверието са монтирани две мраморни плочи, посветени на загиналите в Балканската и Първата световна война 36 жители на селото.
През 2006 г. в скалистата местност Русин камък започват разкопки във връзка с крепостта Русокастрон.

## Редовни събития
От 2007 г. е възстановено честването на Гергьовден на местността Русин камък във възстановения храм „Свети великомъченик Георги Победоносец“. Храмът е познат сред местните хора като „манастира“.

## Други
На Русокастро е наречена улица в квартал „Карпузица“ в София (Карта). Скала Русокастро край остров Ливингстън, Южни Шетландски острови е наименувана в чест на село Русокастро.

## Фотогалерия
- Църква „Рождество на Света Богородица“
- Читалище „Съзнание“
- Паметник на загиналите във войната 1944 – 1945 г. жители на с. Русокастро